# Бернгард Емде
Бернгард Емде (нім. Bernhard Emde; 6 грудня 1917, Бремен — 10 квітня 1996) — німецький офіцер-підводник, оберлейтенант-цур-зее крігсмаріне.

## Біографія
9 жовтня 1937 року вступив на флот. З січня 1940 року — 2-й вахтовий офіцер в 14-й флотилії мінних тральщиків. З квітня 1940 року — 1-й вахтовий офіцер, з квітня 1941 року — командир тральщика в 19-й флотилії мінних тральщиків. В березні-жовтні 1943 року пройшов курси підводника і командира підводного човна. З 6 листопада 1943 по 31 жовтня 1944 року — командир підводного човна U-248, на якому здійснив 1 похід (58 днів у морі), з 1 листопада 1944 року — U-299, на якому здійснив 4 походи (разом 131 день в морі). 9 травня 1945 року здався в полон британським військам в Крістіансанні. 1 березня 1947 року звільнений.

## Звання
- Кандидат в офіцери (9 жовтня 1937)
- Морський кадет (28 червня 1938)
- Фенріх-цур-зее (1 квітня 1939)
- Оберфенріх-цур-зее (1 березня 1940)
- Лейтенант-цур-зее (1 травня 1940)
- Оберлейтенант-цур-зее (1 квітня 1942)

## Нагороди
- Нагрудний знак мінних тральщиків (1940)
- Залізний хрест
  - 2-го класу (1940)
  - 1-го класу (1943)
- Нагрудний знак підводника (грудень 1944)